# Nikolaj Loncner
Nikolaj Loncner, slovenski kmet in član organizacije TIGR, * 4. december 1900, Rut, † 30. december, 1941, Draga pri Begunjah na Gorenjskem. 

## Življenje in delo
Rodil se je v družini kmeta Jakoba in kmetice Frančiške Loncner rojene Dakskobler. Bil je zaveden Slovenec in aktiven protifašistični borec s 14 letno ilegalno dejavnostjo za obstoj in osvoboditev primorskih Slovencev, organiziran že leta 1927 v ilegalno celico organizacije TIGR v Rutu, ki je poleg njega štela še 7 članov. Literaturo in drug prepovedan material so dobivali na Grahovem pri Francu Golobu in Alojzu Kovačiču, na Jesenicah pa pri orožniku Petru Bizjaku,  obmejnem komisarju Tonetu Batagelju ter Slavku Jelinčiču. Loncnerja je fašistična policija aretirala 10. decembra 1931 na planini Poljana, ko se je vračal s sestanka s Srečkom Šorlijem v Rut. Med hojo po vojaški poti ob državni meji je stražnika sunil po strmini, sam pa preko meje ušel v Kraljevino Jugoslavijo. Čez tri dni se je vrnil v zastraženi Rut, se skrival pri nekem kmetu, po odhodu fašistov, ki so ga 8 dni iskali po vasi in okolici, mu je žena v skrivališče prinesla najnujnejše stvari je za stalno odšel v Jugoslavijo. Ko je po dveh letih le dobil zaposlitev v jeseniški železarni se mu je s štirimi otroki pridružila tudi žena Marija.
Loncner je po begu v Jugoslavijo stalno tudi po dvakrat tedensko nosil literaturo in orožje na javke ob državni meji, z njim pa so večkrat potovali tudi mnogi primorski emigranti organizirani v organizaciji TIGR. Loncner je s svojo neprekinjeno protifašistično dejavnostjo deloval vse do okupacije. Bil je na seznamu nevarnih nasprotnikov Italije in Tretjega Rajha, zato ga je Gestapo aretiral takoj po zasedbi Jesenic 6. aprila 1941. Po nekaj mesecih zapora v Celovcu je bil skupaj z Lavoslavom Planinškom prepeljan v zapor v Begunjah na Gorenjskem in 30. decembra 1941 brez sodne obravnave ustreljen v Dragi pri Begunjah. Na grobišču talcev v Dragi je bil to tretji grob. Kot zavedna primorska Slovenca in protifašista sta posta ena od prvih žrtev okupatorjevega nasilja na Gorenjskem. Ženo in otroke pa je okupator interniral v Rotmensse na Bavarskem. 